# Zawołżje (obwód samarski)
Zawołżje (ros. Заволжье) – wieś (sieło) w Rosji, w obwodzie samarskim, w rejonie priwołżskim. W 2010 liczyła 815 mieszkańców.